# Comitancillo (kommunhuvudort)
Comitancillo är en kommunhuvudort i Guatemala.   Den ligger i departementet Departamento de San Marcos, i den västra delen av landet, 140 km väster om huvudstaden Guatemala City. Comitancillo ligger 2 220 meter över havet och antalet invånare är 19 669.
Terrängen runt Comitancillo är huvudsakligen kuperad. Comitancillo ligger nere i en dal. Runt Comitancillo är det tätbefolkat, med 343 invånare per kvadratkilometer. Närmaste större samhälle är San Pedro Sacatepéquez, 14,0 km söder om Comitancillo. I omgivningarna runt Comitancillo växer i huvudsak blandskog.